# Enesidem de Leontins
|  | No s'ha de confondre amb Enesidem. |

Enesidem (en llatí: Aenesidemus, en grec antic Αἰνησίδημος) era un militar, fill de Patecos de Gela, a Sicília.
L'any 498 aC Hipòcrates de Gela el va nomenar tirà de Leontins després que l'ajudés a conquerir el sud-est de l'illa de Sicília. Probablement va continuar mantenint la tirania sobre Leontins fins a la mort d'Hipòcrates l'any 491 aC, segons diu Heròdot.
Enesidem va ser inclòs com a personatge a l'antiga novel·la grega Viatge més enllà de Thule, d'Antoni Diògenes, que dona una dimensió dramàtica i segurament fictícia a la seva vida.